# ماتس گرن
ماتس گرن (سوئدی: Mats Gren؛ زادهٔ ۲۰ دسامبر ۱۹۶۳) بازیکن سابق و مربی فوتبال اهل سوئد است.
از باشگاه‌هایی که در آن بازی کرده‌است می‌توان به باشگاه فوتبال گراس‌هاپر زوریخ اشاره کرد.
وی همچنین در تیم‌های ملی فوتبال زیر ۲۱ سال سوئد و سوئد بازی کرده‌است.